# Округ Пинал (Аризона)
Округ Пинал (енгл. Pinal County) је округ у америчкој савезној држави Аризона. По попису из 2010. године број становника је 375.770. Седиште округа је град Флоренс.

## Демографија
Према попису становништва из 2010. у округу је живело 375.770 становника, што је 196.043 (109,1%) становника више него 2000. године.
| Група             | 2000.           | 2010.           |
| Белци             | 105.641 (58,8%) | 220.486 (58,7%) |
| Афроамериканци    | 4.958 (2,8%)    | 17.215 (4,6%)   |
| Азијати           | 1.086 (0,6%)    | 6.492 (1,7%)    |
| Хиспаноамериканци | 53.671 (29,9%)  | 106.977 (28,5%) |
| Укупно            | 179.727         | 375.770         |